# Lena Michaëlis
Helena Cornelia (Lena) Michaëlis (Den Haag, 4 november 1905 – aldaar, 15 juni 1982) was een Nederlandse atlete, die zich had toegelegd op het discuswerpen. De prestaties die van haar bekend zijn, zijn alle geleverd in 1928, het jaar van de Olympische Spelen in Amsterdam.

## Loopbaan
Michaëlis werd in 1928 Nederlands kampioene discuswerpen met een worp van 31,43 m. Het zal de voornaamste reden zijn geweest waarom zij werd geselecteerd voor deelname aan de Olympische Spelen in Amsterdam. Hier werd zij op haar favoriete nummer in de eerste serie zevende met een afstand van 31,04, waarmee ze was uitgesloten van verdere deelname. Onduidelijk is waarom geen van beide prestaties is aangemerkt als Nederlands record, want dat stond toen op 23,84 en was sinds 1927 in handen van Martha Kolthof.
Wel werd de prestatie die Lena Michaëlis kort na de Spelen in Gouda leverde, als Nederlands record erkend: op 26 augustus 1928 kwam zij daar tot een afstand van 30,15. Dit record bleef een jaar overeind.
Lena Michaëlis was lid van de Haagse atletiekvereniging Te Werve en trouwde later met Traill.

## Nederlandse kampioenschappen
| Onderdeel    | Jaar |
| ------------ | ---- |
| discuswerpen | 1928 |

## Persoonlijk record
| Onderdeel    | Prestatie | Datum        | Plaats    |
| ------------ | --------- | ------------ | --------- |
| discuswerpen | 31,04 m * | 31 juli 1928 | Amsterdam |

* De 31,43 m, waarmee Lena Michaëlis in 1928 Nederlands kampioene werd, komt in prestatie-overzichten niet voor.
Een verklaring zou kunnen zijn, dat de accommodatie niet aan alle vereisten voldeed.